# JCDecaux
JCDecaux Group es una de las mayores empresas de publicidad exterior del mundo, conocida especialmente por el uso de soportes como vallas publicitarias, opis o marquesinas de paradas de autobús. La empresa fue fundada el año 1964 en Lyon (Francia) por Jean-Claude Decaux. Actualmente opera en más de 40 países y tiene más de 6.900 empleados. Su sede central se encuentra en Neuilly-sur-Seine, una ciudad cercana a París.